# تشوبانلوي عليا
تشوبانلوي عليا هي قرية في مقاطعة سلماس، إيران. يقدر عدد سكانها بـ 168 نسمة بحسب إحصاء 2016.